# Якуша, Василий Фёдорович
Василий Фёдорович Якуша (бел. Васіль Фёдаравіч Якуша; 30 июня 1958 года, село Зазимье, Киевская область, УССР, СССР — 24 ноября 2020 года) — советский спортсмен, двукратный призёр Олимпийских игр в академической гребле. Мастер спорта СССР (1978), мастер спорта СССР международного класса (1979), заслуженный мастер спорта СССР (1984).

## Биография
Начал заниматься греблей только в 20 лет, служа на флоте, Тирасполе.
На Олимпиаде 1980 года в Москве выиграл серебряную медаль в одиночке. Через 8 лет, на Олимпиаде в Сеуле, вместе с Александром Марченко выиграл бронзу в парной двойке.
На Играх в Москве представлял Азербайджанскую ССР, с 1984 года выступал за Белорусскую ССР.
Серебряный призёр чемпионата мира (1982), бронзовый призёр чемпионата мира (1986).